# Quatro Irmãos
Quatro Irmãos es un municipio del estado brasilero del Rio Grande do Sul.

## Geografía
Pertenece a la Mesorregión Noroeste Rio-Grandense y a la Microrregión Erechim. 